# Чаплыгин, Валерий Андреевич
Валерий Андреевич Чаплыгин (23 мая 1952, Курск, РСФСР, СССР) — советский спортсмен (Велоспорт), велогонщик, олимпийский чемпион XXI Летних олимпийских игр 1976 в Монреале в командной гонке 100 км на шоссе.

## Биография
Чемпион Мира (1977 г.) в командной гонке на 100 км. Серебряный призёр ЧМ 1974 и 1975 г.
Чемпион СССР (1976, 1977), победитель Велогонок Мира (1975, 1977, 1980) в составе победившей в командном зачете команды СССР. Победитель велогонок в Италии, Франции, Англии, Германии, Болгарии, Чехословакии, Польше, Марокко и др.
Валерий Чаплыгин — первый курский Олимпийский чемпион, единственный в Курской области человек, имеющий два высших спортивных звания: Заслуженный мастер спорта СССР (1975), Заслуженный тренер СССР.
Награждён орденом «Знак Почёта» (1976). Почётный гражданин г. Курска (2007).
После 1982 г. — на тренерской работе, 1982—1985 — тренер сборной СССР по велоспорту. Далее работал тренером в «Динамо».
С марта 1999 по ноябрь 2001 возглавлял Управление по физической культуре и спорту правительства Курской области.
С 2005 — преподаватель на кафедре физвоспитания Курского Государственного Технического Университета (КГТУ).
В 2008 году при участии Валерия Чаплыгина на базе КГТУ создана спортивная команда по велоспорту, участвующая в Кубках России.
Активист ветеранского спортивного движения. Участвовал в первых после многолетнего перерыва соревнованиях по велоспорту в Курске 25 сентября 2005 г. Первое место в категории «Ветераны» на Открытом Чемпионате и Первенстве Курской области по МТБ (кросс-кантри) 23 июля 2006 г.
Участвовал в Велопробеге «Курская Дуга-2007» (Орёл — Курск — Белгород). Первое место в категории «Ветераны» на 5 этапе Кубка ВелоКурска−08 11 мая 2008 г.
16 января 2014 года первым пронес факел Олимпийского огня в Курске.

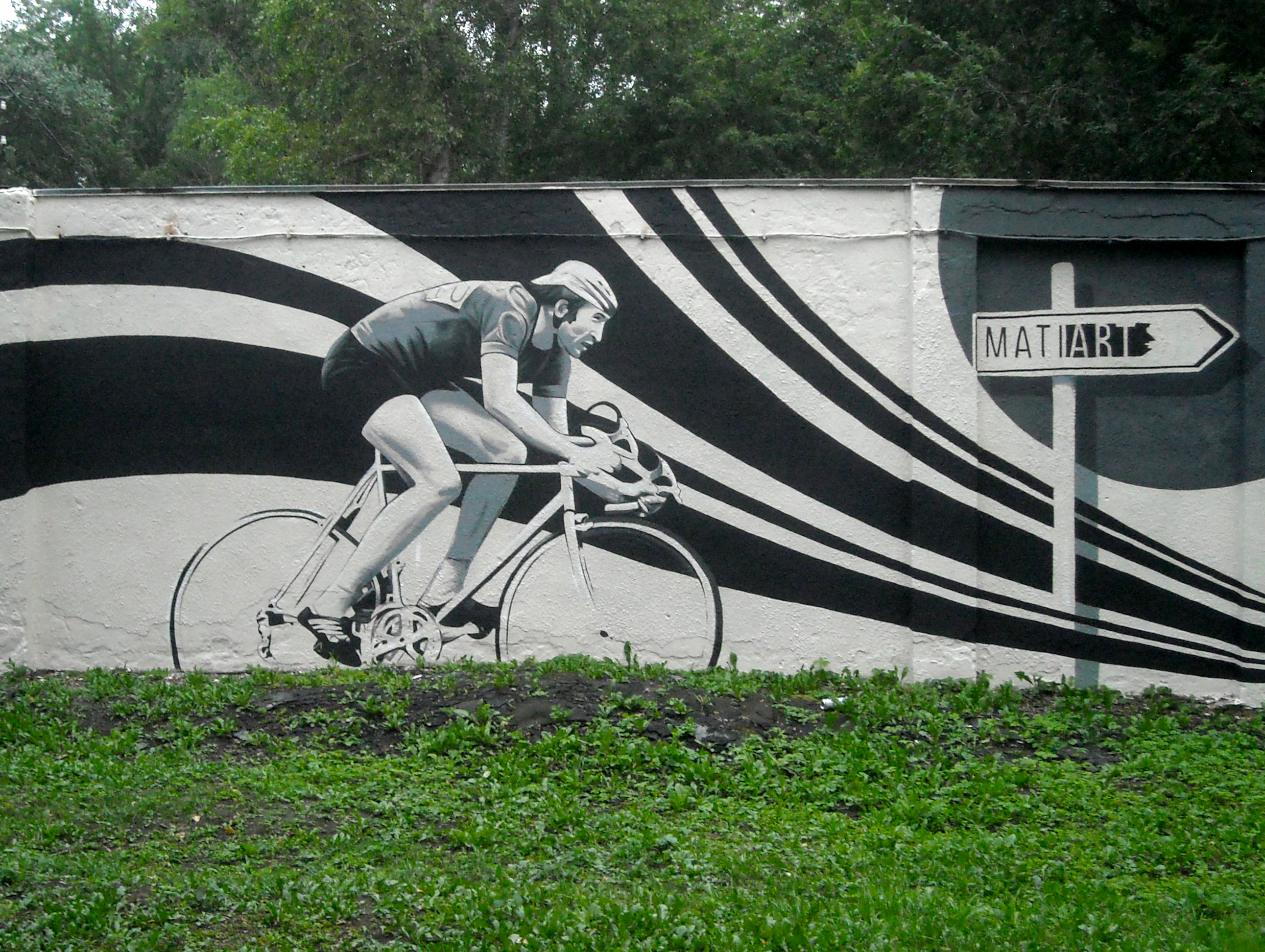
Граффити с изображением Валерия Чаплыгина в г. Курске